# Dubčany (Olomouc)
Dubčany é uma comuna checa localizada na região de Olomouc, distrito de Olomouc.